# Błonczatka

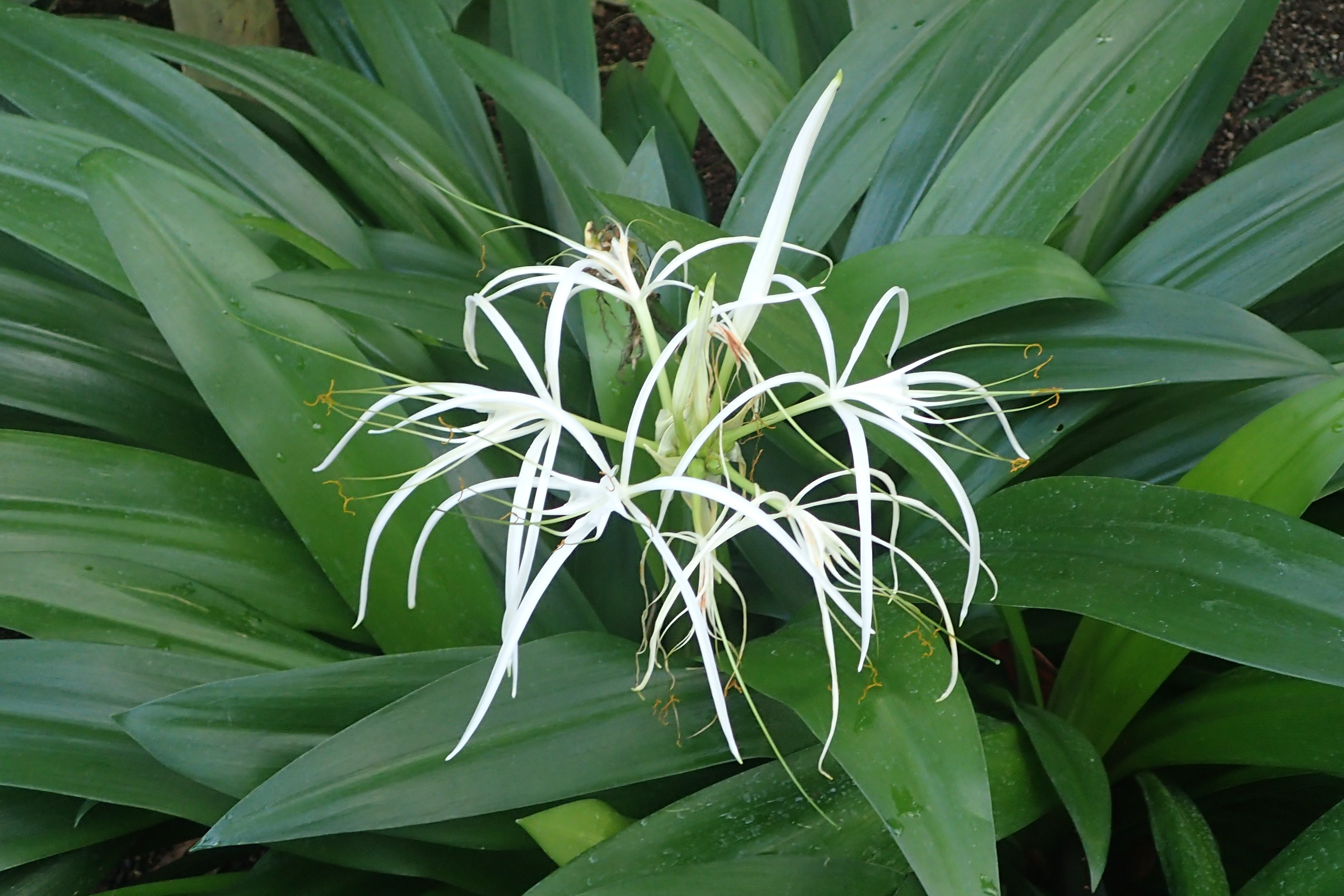
Hymenocallis caribaea

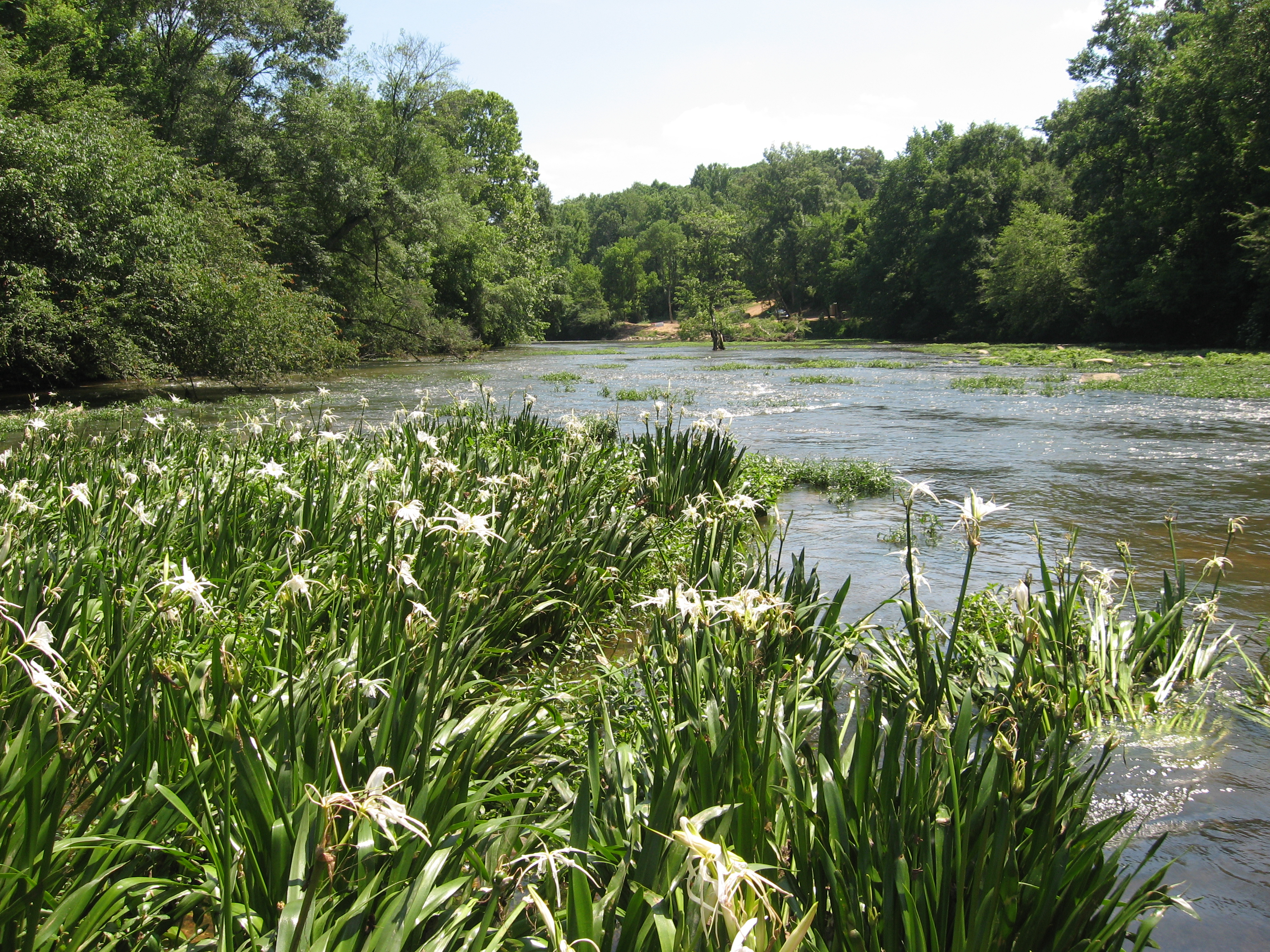
Hymenocallis conoraria

Błonczatka (Hymenocallis) – rodzaj roślin z rodziny amarylkowatych. Obejmuje ok. 50 do co najmniej 64 gatunków w wąskim ujęciu taksonomicznym (w przypadku włączenia tu roślin z rodzaju ismena Ismene jest ich kilkanaście więcej). Rodzaj najbardziej zróżnicowany jest w Ameryce Środkowej, zwłaszcza w Meksyku. Na północy jego zasięg obejmuje południowo-wschodnią i południowo-centralną część Stanów Zjednoczonych (do tamtejszej flory należy 15 gatunków błonczatek), Antyle i północną część Ameryki Południowej, po Peru i Brazylię na południu (w Ameryce Południowej rosną tylko trzy gatunki). Jako rośliny introdukowane przedstawiciele rodzaju występują także w Afryce równikowej, na Półwyspie Indyjskim, w Azji Południowo-Wschodniej, w Australii i na wyspach Oceanii. 
Rośliny te zajmują zróżnicowane siedliska – od przynajmniej okresowo suchych po związane z brzegami wód i typowo wodne.
Liczne gatunki ze względu na efektowne i przyjemnie pachnące kwiaty uprawiane są jako rośliny ozdobne. W gruncie uprawiane są w obszarach, gdzie temperatury nie spadają poniżej 0 °C, a w klimacie chłodniejszym w pojemnikach i szklarniach. Z powodu zawartości substancji czynnych (alkaloidy o działaniu alkilującym i przeciwwirusowym) niektóre gatunki bywają wykorzystywane lokalnie jako rośliny lecznicze. Rośliny te są trujące, w przypadku osób chorujących na alergie odradzane jest nawet ich dotykanie.
Nazwa rodzaju utworzona została z greckich słów ὑμήν (hymen) znaczącego „błona” i καλός (kalos) znaczącego „piękno”. Nadana została przez Richarda A. Salisbury'ego w nawiązaniu do błoniastego przykoronka tworzonego przez zrośnięte nitki pręcików.

## Morfologia

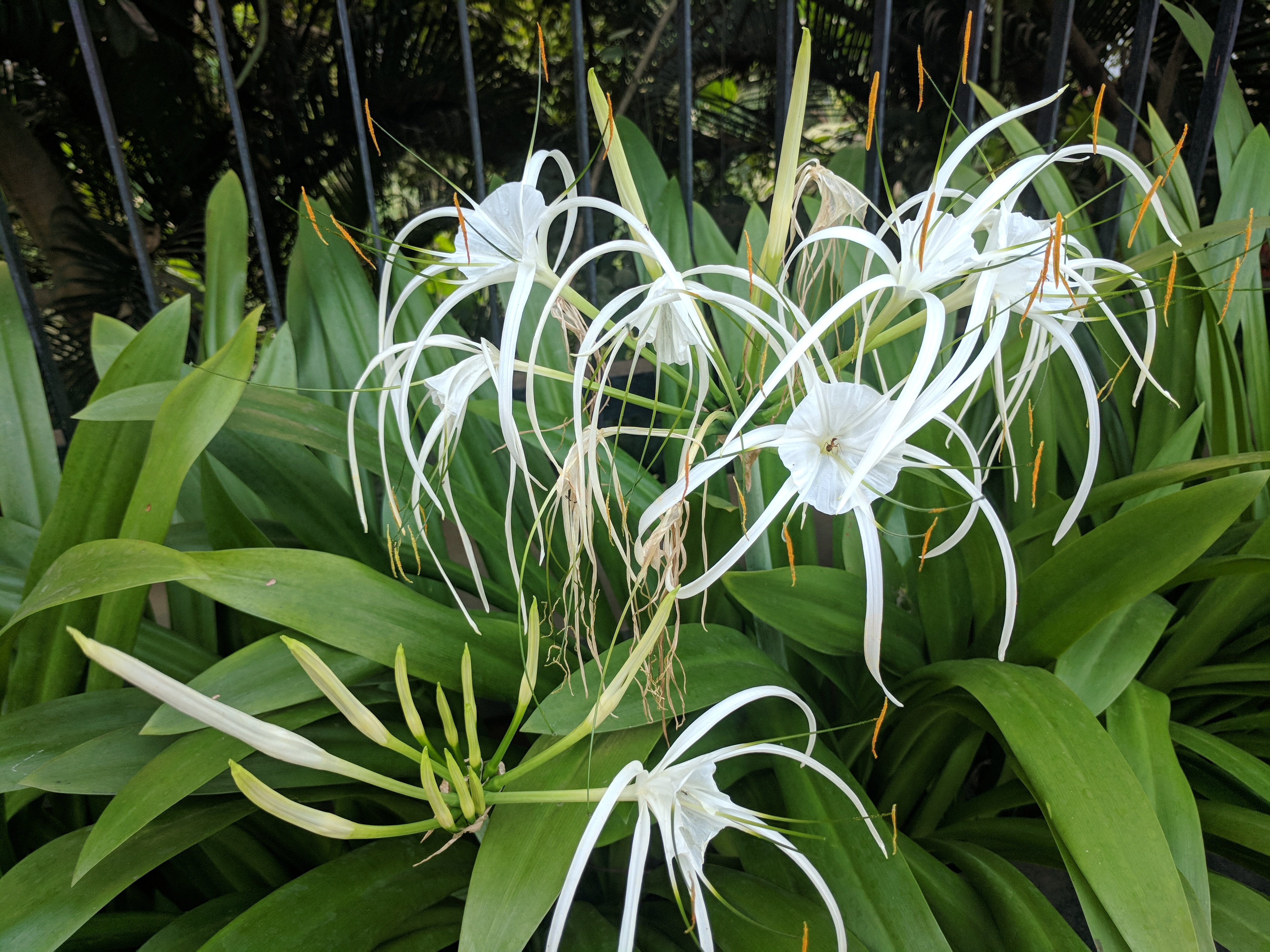
Hymenocallis littoralis

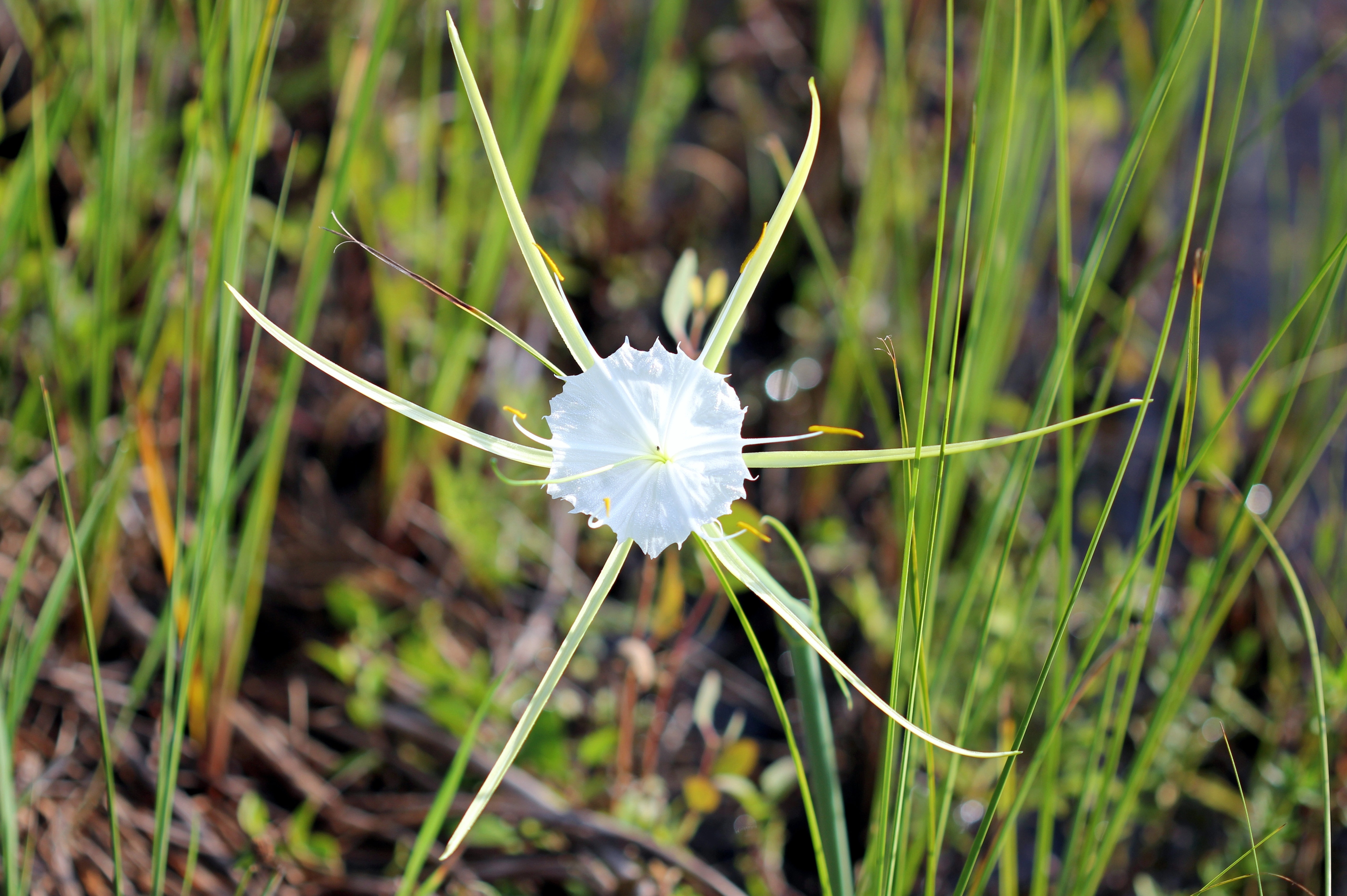
Hymenocallis palmeri

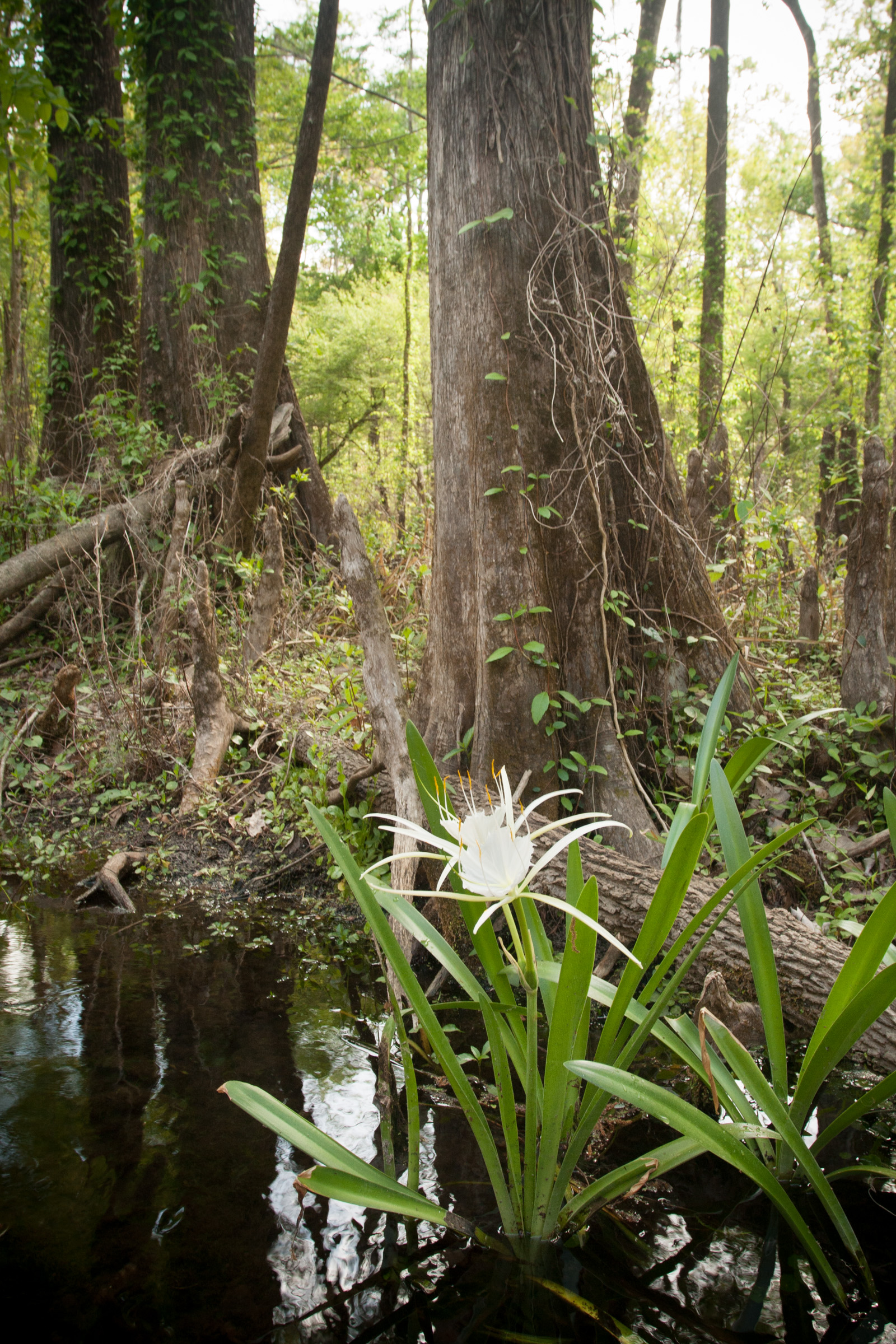
Hymenocallis rotata

PokrójByliny z pojedynczymi, jajowatymi i kulistymi cebulami, w górze często wyciągniętymi w szyjkę, z której wyrastają liście i głąbik kwiatonośny.
LiścieTrwałe lub roczne, w liczbie od 2 do 16, wyrastają w dwóch rzędach. Liście są siedzące, wąsko lub szeroko językowate lub rzadko ogonkowe, o blaszce wówczas eliptycznej.
KwiatyWyrastają na szczycie bocznie spłaszczonego, czasem nieco oskrzydlonego głąbika. Kwiatostan wsparty jest dwoma lub trzema lancetowatymi, trójkątnymi lub jajowatymi podsadkami. Kwiaty w liczbie od 1 do 16 są zwykle siedzące, wsparte wąskolancetowatymi przysadkami. Okwiat jest okazały, promienisty i biały, jego równowąskie listki u nasady zrastają się w krótszą lub dłuższą rurkę, a w górze są szeroko rozpostarte i na końcach często odgięte. Ponad listkami okwiatu znajduje się okazały, czystobiały i lejkowaty lub talerzykowato rozpostarty przykoronek tworzony przez rozrośnięte nitki pręcików w ich dolnej części. W górze nitki są długie, wolne i szeroko rozpostarte. Pyłek ma barwę pomarańczową lub żółtą. Zalążnia jest dolna, kulistawa lub podłużna. W każdej z trzech komór znajduje się od 2 do 10 zalążków. Nitkowata szyjka słupka jest bardzo długa i zakończona główkowatym znamieniem.
OwoceOkazałe, kulistawe lub wydłużone, zielone torebki zawierające duże, zielone i mięsiste nasiona.
Rośliny podobneRodzaj ismena Ismene obejmuje podobne gatunki, ale o liściach u nasady ciasno stulonych w nibyłodygę, kwiatach białych, ale też żółtych lub zielonych, z przykoronkiem z zielonymi prążkami.

## Systematyka
Pozycja systematyczna
Rodzaj z plemienia Hymenocallideae (D. & U.M-D.) Meerow (1998), podrodziny amarylkowych Amaryllidoideae Burnett z rodziny amarylkowatych Amaryllidaceae. Do plemienia należą poza błonczatką jeszcze dwa rodzaje: ismena Ismene Salisb. i Leptochiton Sealy. Wszystkie te rośliny występują naturalnie na kontynentach amerykańskich. Wyróżnia je spłaszczona szypuła kwiatonośna oraz gruba, gąbczasta łupina nasienna.
Klasyfikacja roślin w obrębie tego plemienia była wielokrotnie w różny sposób aranżowana. Pierwotnie rośliny tu zaliczane włączane były do szeroko ujmowanego rodzaju pankracjum Pancratium. Jako pierwszy amerykańskie rodzaje Hymenocallis i Ismene wyróżnił i nazwał Richard A. Salisbury w 1812. Później wyróżniano kolejne rodzaje w obrębie tej grupy roślin (Elisena Herb. (1837), Pseudostenomesson Velarde (1949), Leptochiton Sealy (1937)) lub łączono je jako podrodzaje w obrębie Hymenocallis sensu lato lub Ismene sensu lato. W 1990 Meerow uznał Leptochiton jako odrębny rodzaj, podobnie Hymenocallis sensu stricto, a gatunki zaliczane do Pseudostenomesson i Elisena włączył w randze podrodzajów do rodzaju Ismene. Rozstrzygnięcie bazujące na kryteriach głównie morfologicznych zostało później potwierdzone analizami molekularnymi. Wciąż jednak obok ujęć uznających taką klasyfikację w obrębie plemienia (ew. podnoszących wszystkie wymienione podrodzaje do rangi rodzajów) publikowane są ujęcia szeroko ujmujące rodzaj Hymenocallis.
Wykaz gatunków (Hymenocallis sensu stricto)
- Hymenocallis acutifolia (Herb. ex Sims) Sweet
- Hymenocallis araniflora T.M.Howard
- Hymenocallis arenicola Northr.
- Hymenocallis astrostephana  T.M.Howard
- Hymenocallis azteciana Traub
- Hymenocallis baumlii Ravenna
- Hymenocallis bolivariana Traub
- Hymenocallis caribaea (L.) Herb. – błonczatka karaibska[10]
- Hymenocallis choctawensis Traub
- Hymenocallis choretis Hemsl.
- Hymenocallis cleo Ravenna
- Hymenocallis clivorum Laferr.
- Hymenocallis concinna Baker
- Hymenocallis cordifolia Micheli
- Hymenocallis coronaria (Leconte) Kunth
- Hymenocallis crassifolia Herb.
- Hymenocallis durangoensis T.M.Howard
- Hymenocallis duvalensis Traub ex Laferr.
- Hymenocallis eucharidifolia Baker
- Hymenocallis fragrans (Salisb.) Salisb.
- Hymenocallis franklinensis  Ger.L.Sm., L.C.Anderson & Flory
- Hymenocallis gholsonii G.Lom.Sm. & Garland
- Hymenocallis glauca (Zucc.) M.Roem.
- Hymenocallis godfreyi G.L.Sm. & Darst
- Hymenocallis graminifolia Greenm.
- Hymenocallis guatemalensis  Traub
- Hymenocallis guerreroensis  T.M.Howard
- Hymenocallis harrisiana Herb.
- Hymenocallis henryae Traub
- Hymenocallis howardii Bauml
- Hymenocallis imperialis T.M.Howard
- Hymenocallis incaica Ravenna
- Hymenocallis jaliscensis M.E.Jones
- Hymenocallis latifolia (Mill.) M.Roem.
- Hymenocallis leavenworthii  (Standl. & Steyerm.) Bauml
- Hymenocallis lehmilleri T.M.Howard
- Hymenocallis limaensis Traub
- Hymenocallis liriosme (Raf.) Shinners
- Hymenocallis littoralis (Jacq.) Salisb. – błonczatka nadmorska[16], b. przybrzeżna[17]
- Hymenocallis lobata Klotzsch
- Hymenocallis longibracteata Hochr.
- Hymenocallis maximiliani T.M.Howard
- Hymenocallis multiflora Vargas
- Hymenocallis occidentalis (Leconte) Kunth
- Hymenocallis ornata (C.D.Bouché) M.Roem.
- Hymenocallis ovata (Mill.) M.Roem.
- Hymenocallis palmeri S.Watson
- Hymenocallis partita Ravenna
- Hymenocallis phalangidis Bauml
- Hymenocallis pimana Laferr.
- Hymenocallis portamonetensis Ravenna
- Hymenocallis praticola Britton & P.Wilson
- Hymenocallis proterantha Bauml
- Hymenocallis pumila Bauml
- Hymenocallis pygmaea Traub
- Hymenocallis rotata (Ker Gawl.) Herb.
- Hymenocallis schizostephana Worsley
- Hymenocallis sonorensis Standl.
- Hymenocallis speciosa (L.f. ex Salisb.) Salisb.
- Hymenocallis tridentata Small
- Hymenocallis tubiflora Salisb.
- Hymenocallis vasconcelosii  García-Mend.
- Hymenocallis venezuelensis  Traub
- Hymenocallis woelfleana T.M.Howard